# Ostichthys hypsipterygion
Ostichthys hypsipterygion är en fiskart som beskrevs av Randall, Shimizu och Yamakawa 1982. Ostichthys hypsipterygion ingår i släktet Ostichthys och familjen Holocentridae. Inga underarter finns listade i Catalogue of Life.